# Trần Phước Thọ
Trần Phước Thọ (Long An, 5 de marzo de 1993 - Long An, 18 de abril de 2016) fue un futbolista vietnamita que jugaba en la demarcación de defensa.

## Biografía
Tras formarse en las filas inferiores del club, finalmente en la temporada 2014 de la V.League 1 debutó como futbolista en un partido contra el Vissai Ninh Binh FC el 16 de febrero de 2014 que finalizó con empate a dos. Jugó ocho partidos de la temporada, al igual que en la temporada siguiente. Además llegó a disputar partidos con la selección de fútbol sub-23 de Vietnam.
Falleció el 18 de abril de 2016 en Long An tras sufrir un accidente de tráfico a los 23 años de edad.

## Clubes
| Club                | País    | Año         | Partidos | Goles |
| ------------------- | ------- | ----------- | -------- | ----- |
| Dong Tam Long An FC | Vietnam | 2013 - 2016 | 16       | 0     |